# Focillopis
Focillopis là một chi bướm đêm thuộc họ Noctuidae.